# Manuel Cordo Bulhosa
Manuel Cordo Bulhosa (Mártires, Lisboa, 5 de dezembro de 1905 — São Domingos de Benfica, Lisboa, 6 de abril de 2000) foi um empresário e magnata português, de origem galega.

## Biografia
Nasceu a 5 de dezembro de 1905 e foi batizado a 2 de abril de 1906, na freguesia dos Mártires, em Lisboa. Era filho de um casal de imigrantes galegos estabelecidos em Lisboa, no comércio de carvão e vinhos, Leocadia Boullosa y Muñoz e Manuel María Cordo Martínez, naturais de Caritel, Ponte Caldelas, província de Pontevedra, na Galiza, em Espanha. Perdeu a mãe com apenas um ano de idade, altura em que o pai o confiou às tias de Caritel. Na adolescência regressou a Lisboa, prosseguindo os estudos, na Escola Académica de Lisboa.
Aos 15 anos, terminado o Curso Comercial, juntou-se ao seu pai, que prosperava no comércio de carvão. Anos depois reunia um grupo de investidores para fundar a empresa petrolífera portuguesa Sociedade Nacional de Petróleo (SONAP), atualmente conhecida como Galp, tendo fundado também outras empresas do sector dos hidrocarbonetos em vários países africanos como Moçambique, a África do Sul, o Maláui e a Essuatíni.
Além dos hidrocarbonetos, a sua atividade empresarial estendeu-se aos ramos bancário, agrícola, comércio retalhista, turismo e editorial e livreiro, chegando a ter a quinta maior fortuna do mundo.
A 14 de março de 1929, casou primeira vez civilmente, em Lisboa, com Alice da Graça Pina Lopes (Castelo Branco, Castelo Branco, c. 1906), doméstica, filha do oficial do Exército Francisco Lopes e de Maria da Conceição da Graça Lopes, ambos naturais de Castelo Branco. Foram padrinhos de casamento José Ramos Preto e sua esposa Maria Antónia de Mattos Cardoso Ramos Preto. Por sentença de 22 de julho de 1958, os dois divorciaram-se litigiosamente.
A 22 de setembro de 1959, casou segunda vez civilmente, em Neuilly-sur-Seine, França, com Nicole Paulette Rattaire (Courbevoie, c. 1921), filha de Paul Émile Rattaire e de Jeanne Louise Philippot. Do casamento nasceu uma filha, Paula Isabel de Rattaire Cordo Bulhosa.
A 31 de agosto de 1967, foi agraciado com o grau de Grande-Oficial da Ordem Civil do Mérito Agrícola e Industrial - Classe Industrial.
Em 1982 fundou a editora literária portuguesa Difel (Difusão Editorial S.A.), que fechou no início de 2011.
Grande mecenas da cultura, recebeu da Junta da Galiza a Medalha Castelao em 1991, e em 2000 foi galardoado postumamente com a Medalha de Ouro da Galiza. Um local de passeio e centro de educação infantil e primária de Ponte Caldelas foram batizados com seu nome.
Morreu a 6 de abril de 2000, na freguesia de São Domingos de Benfica, em Lisboa.
Manuel Bulhosa nunca renegou a sua origem galega e doou um palácio que alberga atualmente o Centro Galego de Lisboa.